# Ready, Set, Fall
Ready, Set, Fall je italijanski metalkor/detkor bend osnovan 2009. godine. Bend je do sada sam izdao jedan EP 2011. godine pod nazivom „Buried“ i jedan studijski album, „Memento“, koji je objavljen početkom 2014. godine pod pokroviteljstvom izdavačke kuće Lifeforce.

## Članovi benda

### Trenutni članovi
- Kristofer Volpi - Vokal (2009-danas)
- Frančesko Skaraveli - Gitara (2015-danas)
- Đovani Santola - Bas gitara (2009-danas)
- Marko Početino - Bubnjevi (2011-danas)

### Bivši članovi
- Frank Mossa - Gitara (2009-2015)
- Fra Galućino - Gitara (2009-2015)
- Andrea Larosa - Bubnjevi (2009-2011)

## Diskografija

### Studijski albumi
- Memento (2014)

### EP
- Buried (2011)

### Spotovi
- Scyscrapers (2010)
- Buried Alive (2011)
- Labyrinth (2012)
- Deceiving Lights (2014)